# Prefectura apostólica de Jiamusi
La prefectura apostólica de Jiamusi o de Kiamusze (en latín: Praefectura Apostolica Khiamuszeensis y en chino: 天主教佳木斯监牧区) es una circunscripción eclesiástica de la Iglesia católica en China. Se trata de una prefectura apostólica latina, inmediatamente sujeta a la Santa Sede. Desde el 19 de enero de 1997 es sede vacante, aunque para el Anuario Pontificio la sede está vacante desde 1983. La Asociación Patriótica Católica China suprimió la prefectura apostólica el 4 de julio de 1959, sin asentimiento de la Santa Sede, haciéndola parte de la nueva diócesis de Harbín renombrada en 1983 como diócesis de Heilongjiang.

## Territorio y organización
La prefectura apostólica tiene 103 251 km² y extiende su jurisdicción sobre los fieles católicos de rito latino residentes en la provincia de Heilongjiang en las ciudades a nivel de prefectura de: Jiamusi, Yichun, Shuangyashan y Qitaihe. 
La sede de la prefectura apostólica se encuentra en la ciudad de Jiamusi. 
En 2023 no se conocen datos sobre el número de parroquias.

## Historia
La misión sui iuris de Ilan fue erigida el 9 de julio de 1928 con el breve Venerabilis frater del papa Pío XI separando territorio del vicariato apostólico de Wonsan (hoy diócesis de Hamhung).
Tras la invasión japonesa de Manchuria en 1931, Jiamusi quedó dentro del Estado títere de Manchukuo y en 1937 se convirtió en ciudad. También se convirtió en una importante base militar y muchos colonos llegaron al área.
El 13 de abril de 1937 cambió su nombre por el de misión sui iuris de Jiamusi en virtud del decreto Cum Missionis de la Congregación de Propaganda Fide.
El 9 de abril de 1940 la misión sui iuris fue elevada al rango de prefectura apostólica con la bula Si apostolico del papa Pío XII.
En agosto de 1945 Manchuria fue ocupada por el Ejército Rojo de la Unión Soviética y en 1946 entregada a China. Tras la derrota japonesa en la Segunda Guerra Mundial y la retirada de sus tropas de China, el Partido Comunista de China se impuso en la guerra civil y proclamó la República Popular China el 1 de octubre de 1949. Todos los misioneros extranjeros fueron expulsados de China comunista. En 1951 China comunista y la Santa Sede rompieron relaciones diplomáticas, reconociendo la Santa Sede a la República de China en Taiwán como el legítimo gobierno chino.
La Asociación Patriótica Católica China fue creada con el apoyo de la Oficina de Asuntos Religiosos de la República Popular de China en 1957, con el objetivo de controlar las actividades de los católicos en China. Su nombre público es Iglesia católica china y es referida como la "Iglesia oficial" en contraposición a la "Iglesia subterránea" o "Iglesia clandestina" leal a la Santa Sede.
En 1959 la Asociación Patriótica Católica China estableció una entidad eclesial única para todo el territorio de la provincia de Heilongjiang, con sede en la capital, Harbin, y con el nombre de diócesis de Harbin. Sin embargo, la llamada comunidad católica "clandestina" continuó siguiendo la división de la Santa Sede hasta 2018, que aún prevé, para la provincia de Heilongjiang, además de la administración apostólica de Harbin, también las prefecturas apostólicas de Jiamusi y Qiqihar.
En el período de 1966 a 1976 la Revolución Cultural se ensañó especialmente contra la religión, destruyéndose numerosas iglesias.
En 1983 la Asociación Patriótica Católica China renombró su diócesis de Harbin a diócesis de Heilongjiang. Para la Santa Sede, en cambio, la prefectura apostólica estuvo vacante durante décadas y confiada al prefecto apostólico de Qiqihar en la administración.
La Asociación Patriótica Católica China consagró el 6 de julio de 2012 a Joseph Yue Fu-sheng, exadministrador apostólico oficial, obispo de Heilongjiang. En una nota oficial fechada el 10 de julio, la Santa Sede confirmó las sanciones canónicas para Joseph Yue Fu-sheng y los obispos que participaron en la ordenación episcopal ilegítima.
Tras el Acuerdo provisional entre la Santa Sede y la República Popular de China sobre el nombramiento de los obispos firmado en Pekín el 22 de septiembre de 2018, el papa Francisco readmitió al obispo "oficial" Joseph Yue Fu-sheng a la comunión eclesial. La comunicación de la Santa Sede sobre la tarea pastoral que le ha sido encomendada como obispo en Heilogjiang fue recibida por el interesado el 12 de diciembre de 2018 en Beijing en el marco de una celebración eclesial. En la comunicación publicada se expresó que el papa asignó al obispo Joseph Yue Fu-sheng una tarea pastoral diocesana como obispo de Heilogjiang, teniendo debidamente en cuenta las situaciones locales particulares y complejas. Sin embargo, como el Anuario Pontificio 2020 continuó indicando que todas las diócesis en China comunista siguen estando vacantes, no está claro si el prefecto apostólico de Qiqihar fue relevado del cargo de administrador, ni si Joseph Yue Fu-sheng es el obispo ordinario de toda la provincia de Heilogjiang o tiene un encargo provisorio. El 22 de octubre de 2020 el acuerdo fue prorrogado por otros dos años y en octubre de 2022 por otros dos años más.

## Episcopologio
- Bonifatius (Josef) Sauer, O.S.B. † (9 de julio de 1928-15 de febrero de 1934 renunció) (administrador apostólico)

- Adalar Eberharter, O.F.M.Cap. † (13 de marzo de 1934- 9 de abril de 1940 renunció)
- Hermenegild da Losenstein, O.F.M.Cap. † (18 de abril de 1940-1983 retirado)
  - Sede vacante, desde 1983 según el Anuario Pontificio
- Louis Liu Huan-bo † (26 de agosto de 1990 ordenado-19 de enero de 1997 falleció)[nota 1]
  - Sede vacante, desde 1997